# Тупољев АНТ-4
Тупољев АНТ-4 / Тупољев ТБ-1, (рус. Туполев АНТ-4 / ТБ-1), је био совјетски двомоторни бомбардер једнокрилац из периода 1920-их година до почетка Другог светског рата. Пројектовао га је ОКБ 156 Тупољев (Опитни конструкциони биро - Тупољев), био је први авион потпуно металне конструкције.

## Пројектовање и развој
Совјетски Савез је из Првог светског и Грађанског рата изашао са знатно редукованом поморском флотом. Пошто економска ситуација у земљи није дозвољавала да се изврши бржа обнова флоте, прибегавало се томе да се на сваки начин побољша заштита приобаља уз минимална улагања. Тако је у Лењинграду 1921. године основана организација ОТБ која се бавила тим проблемом измишљајући нове врсте наоружања која ће побољшати одбрану земље. Између осталог осмислили су „ваздушни“ торпедо и мине (поморско оружје које би се лансирало из авиона). Експериментисали су са лансирањем ових оружја са енглеских и немачких авиона, али нису били задовољни постигнутим резултатима. Покушали су са произвођачем авиона из Енглеске, да се по њиховом захтеву пројектује авион за ту намену, међутим ни цена пројекта ни време за реализацију нису били одговарајући. Због тога се ОТБ обраћа ЦАГИ-ју у априлу 1924. са захтевом да се пројектује авион брзине 165 km/h и да пренесе објекте тежине 960 kg (један торпедо или две мине). Са тада расположивим моторима Бристол „Јупитер“ од 400 KS могао се према прорачуну добити двомоторни авион са брзином до 190 km/h, радијусом од 750 km и тежином наоружања 960 kg. Пошто се и Црвена армија појавила са захтевом за тешки бомбардер са допуштењем ОТБ-а извршено је спајање ова два пројекта и тако је настао пројектни задатак за авион АНТ-4. Прототип авиона АНТ-4 је направљен за 9 месеци и 11. августа 1925. године прототип је предат комисији која је одобрила тестирање прототипа након отклањања грешака и додатних прилагођавања тако да је први пробни лет обављен 26. новембра 1925. године. До 10. јула 1926. године обављена су сва фабричка и државна испитивања прототипа и авион предат ОТБ ради тестирања авиона са торпедима и минама. Овим није завршен развој овог авиона напротив радило се на уградњи других мотора у игри су били енглески Напер Лајон, амерички Либерти, француски Лорен-Дитрих и немачки БМВ-В. На крају се усталио мотор руске производње Микулин М-17 рађен по лиценци БМВ-а.

### Технички опис
Авион Тупољев АНТ-4 је нискокрилни једнокрилац потпуно металне конструкције (носећа структура од челичних профила и цеви а оплата од таласастог алуминијумског лима, оплата од таласастог лима даје додатну торзиону крутост авиону), са два клипно елисна мотора, који су постављени на крилима авиона. Сваки мотор има дрвене двокраке елисе са фиксним кораком. На АНТ-4 су уграђени мотори Микулин М-17 снаге 500 kW/680 KS, линијски мотори V распореда хлађени течношћу. Авион има фиксни (неувлачећи) стајни трап са по једним точком (димензија 1250 x 250 mm) са сваке стране смештана испод крила авиона, трећа ослона тачка је дрљача који се налази на репу авиона. Уместо точкова зими су се на ноге стајних трапова монтирале скије. Авиони АНТ-4 који су служили у поморском ваздухопловству су уместо трапова имали уграђене пловке. Труп авиона је правоугаоног попречног пресека. Авион је опремљен дуплим командама, а пилоти су седели један поред другог у отвореном кокпиту. Стрелци су такође стајали у отвореним турелама један у носу авиона а друга двојица између кабине пилота и репа авиона. Авион је тако конструисан да се може лако раставити у подсклопове (труп, крила, реп) и превозити железницом.

### Варијанте
- АНТ-7/Р-6 - верзија авиона АНТ-4 са мотором  снаге 544kW, полетео 11. септембра 1929. године, производња од 1930—1934. направљено 435 примерака,
- АНТ-7/КР-6 - верзија авиона АНТ-4 са мотором  снаге 544kW, извиђач далеког долета,
- АНТ-7/ПС-7 - путничка верзија авиона АНТ-4 са мотором  снаге 544,
- АНТ-7/МР-6 - хидро авион АНТ-4 са мотором  снаге 544,
- АНТ-7/ПС-7с - верзија авиона АНТ-4 са мотором  снаге 544kW намењена поларном саобраћају.

## Наоружање
- Стрељачко: 6 митраљеза 7.62 mm ПБ-1 у паровима на позицијама: нос, и по два на леђима.
- Бомбе: до 1.000 kg ношене на носачима у трупу авиона.

## Оперативно коришћење
АНТ-4 је по много чему је био први: био је први совјетски пројект бомбардера који је ушао у серијску производњу, био је први совјетски бомбардер једнокрилац, затим први совјетски бомбардер потпуно металне конструкције, био је родоначелник читаве серије вишемоторних бомбардера настале под воћством А. Н. Тупољева, његовом појавом почиње формирање стратешке авијације Совјетског Савеза. Када се свему томе дода, да је у служби био преко 20 година говори о квалитету овог авиона у сваком погледу.
Авион Тупољев АНТ-4/ТБ-1 је произвођен серијски од 1929 до 1932. године. У том периоду је произведено укупно 212 примерака ових авиона. Авиони овог типа су коришћени као бомбардери, бомбардери торпедоносци, у поморском ваздухопловству за патролирање и спашавање (ови авиони су били опремљени пловцима уместо точкова), коришћени су и за извиђање и фотоснимања. Ислужени авиони овог типа су коришћени у Аерофлоту за превоз путника и терета (то је био први совјетски карго авион). Последњи авион овог типа повучен је из употребе 1948. године. Авион се због својих квалитета у погледу поузданости и издржљивости често користио у арктичком ваздухопловству за ту сврху је уместо точкова на стајном трапу имао монтиране скије.
Први авион овог типа је био ненаоружан тј. направљен је као цивилни авион намењен пропагандним летовима. Назван је „Земља Совјета“, (рус. "Страна Советов") и планирано је да се са њиме направи пропагандни лет од Москве до Њујорка. Идеја је потекла од пилота Шестакова који је 1927. године авионом АНТ-3 обавио лет на релацији Москва-Токио-Москва. Када се стекло уверење да је авион АНТ-4 поуздан да би се са њим могао обавити и интерконтинентални лет кренуло се на остварење овог подухвата. Постојале су три могуће маршруте за обављање овог лета: 1. преко Северног пола је најкраћа износи 9.600 km али ју је немогуће савладати без успутних слетања, 2.преко Атлантика дужине од 13.000 до 14.000 km такође се не може прелетети без успутних слетања и 3. такозвана Пацифичка рута која би ишла из Москве преко Сибира и Далеког истока, Алеутских острва, Аљаске, Портланда, Сан Франциска, Чикага до Њујорка, која је дуга преко 20.000 km али омогућава успутна слетања, добар део маршруте кроз Совјетски Савез се поклапао са маршрутом лета Москва-Токио обављен 1927. године, што је олакшавало овај део лета.
Одлучено је да се лети трећом маршрутом, из Москве се кренуло 23. августа 1929. године а у Њујорк се стигло 1. новембра 1929. године, авион је прелетео укупно 21.242 km после 141 h 45 min проведених у ваздуху. Посаду су сачињавали С. Шестаков (пилот), Ф. Болотов (копилот), Б. Стерлигов и Д. Фуфаев навигатори. Био је то велики успех Совјетског ваздухопловства и његов допринос развоју светске авијатике.
За овај авион је везан још један догађај, спасавање експедиције и посаде ледоломца „Чељускин“, наиме 5. марта 1934. године авионом Тупољев АНТ-4, пилот А. Љапидевски слетео је на ледену санту поред импровизованог логора научно-истраживачке експедиције и чланова посаде ледоломца „Чељускин“, који су, морали да напусте брод. Велика хладноћа је оковала брод ледом који је ломио његов труп и у тој сутуацији, спашавање је могло да се изведе једино авионом. Са аеродрома на копну удаљеног готово 1.000 km, пилоти су успели да са 109 летова у току 2 месеца евакуишу све чланове експедиције, научну опрему и документацију. Цео свет је са пажњом пратио акцију спашавања, а 7 пилота је за показану храброст, хуманост и пожртвовање, добило звање хероја Совјетског Савеза.

## Сачувани примерци авиона АНТ-4
Један авион Тупољев АНТ-4 бившег Авиаартика је сачуван и налази се у Музеју цивилног ваздухопловства у Уљановску.

## Земље које су користиле овај авион
- СССР